# Eusparassus walckenaeri
Eusparassus walckenaeri là một loài nhện trong họ Sparassidae.
Loài này thuộc chi Eusparassus. Eusparassus walckenaeri được Jean Victor Audouin miêu tả năm 1826.